# Gilbert Noël (historien)
Pour les articles homonymes, voir Gilbert Noël et Noël.
Gilbert Noël, né le 19 février 1949 à Plénée-Jugon et mort le 1er octobre 2009 à Strasbourg est un historien français, spécialiste de la construction européenne et de la politique agricole commune. Il était enseignant d'histoire contemporaine à l'université Rennes 2 Haute Bretagne.

## Biographie

### Origines et éducation
Né en 1949 à Plénée-Jugon (Côtes-d'Armor), il est titulaire d'une Maîtrise d’histoire de l’Université Rennes 2 Haute Bretagne et un Doctorat d’Etat en Science Politique à l’Université de Nancy 2 sous la direction de Pierre Barral obtenu en 1982.
Il est aussi titulaire d'un DEA de l’Université Robert-Schuman de Strasbourg et il a été Chercheur à l’Institut Universitaire Européen de Florence.

### Carrière professionnelle
Après une carrière de cadre de l’administration territoriale, il fut maître de conférences à l'Université d'Artois puis professeur d'histoire contemporaine à l'Université de Rennes 2. Il était par ailleurs chargé de cours à l’Institut d’Études Européennes de l’Université Catholique de Louvain-la-Neuve ainsi qu’à l’Institut des Hautes Études Européennes de Strasbourg.

## Publications

### Ouvrages
- « La solidarité agricole européenne : des Congrès d’agriculture à la Politique agricole commune », dans, J. Canal, G. Pécout et M. Ridolfi (éd.), Sociétés rurales du XXe siècle ; France, Italie, Espagne, École Française de Rome, 2004, p. 311-325
- « Le défi agricole et rural de l’élargissement », dans TDC, Documents pour la Classe, CNDP, n° 873, avril 2004, p. 20-21
- « De l’association privée à la Corporation : une dynamique d’encadrement des campagnes ; France, Allemagne, Espagne et Italie (1830-1930) », dans H. Fréchet (dir.), Le milieu rural en Europe ; Evolution sociale et politique (1830-1929), Editions du Temps, 2005, p. 11-41
- « Les finalités de la Politique agricole commune (1958-1972) ; Marché et cohésion économique et sociale », dans A. Varsori (Ed.), Inside the European Community ; Actors and Policies in the European Integration (1958-1972), Nomos Verlag, 2006, p. 283-300
- « Le rôle des institutions dans le développement de la Politique agricole commune (1968-1975) », dans E. Bussière, M. Dumoulin et S. Schirmann (Eds), Milieux économiques et intégration européenne au XXe siècle ; La crise des années 1970, De la conférence de La Haye à la veille de la relance des années 1980, P. Lang, 2006, p. 195-224

### Direction d'ouvrage
- Georges Pompidou et le monde des campagnes, P. Lang, 2007.